# Pidonia warusawadakensis
Pidonia warusawadakensis är en skalbaggsart som beskrevs av Nobuo Ohbayashi 1959. Pidonia warusawadakensis ingår i släktet Pidonia och familjen långhorningar. Inga underarter finns listade i Catalogue of Life.